# Hoher Riffler (Verwall)
Pour les articles homonymes, voir Hoher Riffler.
Le Hoher Riffler ou Haut Riffler est un sommet des Alpes, à 3 168 m d'altitude, point culminant du massif de Verwall, en Autriche (Tyrol).